# Diócesis de Churchill-Bahía de Hudson
La diócesis de Churchill-Bahía de Hudson (en latín: Dioecesis Churchillpolitana-Sinus de Hudson y en inglés: Roman Catholic Diocese of Churchill–Hudson Bay) es una circunscripción eclesiástica latina de la Iglesia católica en Canadá, sufragánea de la arquidiócesis de Keewatin-Le Pas. La diócesis tiene al obispo Anthony Wieslaw Krótki, O.M.I. como su ordinario desde el 25 de marzo de 2021.

## Territorio y organización
La diócesis tiene 2 300 000 km² y extiende su jurisdicción sobre los fieles católicos de rito latino residentes en la parte nororiental de la provincia de Manitoba y todo, excepto el extremo occidental, el territorio de Nunavut.
La sede de la diócesis se encuentra en la ciudad de Churchill, en donde se halla la Catedral de los Santos Mártires Canadienses y la Reina de los Mártires.
En 2019 en la diócesis existían 31 parroquias.

## Historia
La prefectura apostólica de la Bahía de Hudson fue erigida el 15 de julio de 1925 con el breve Divini verbi del papa Pío XI, obteniendo el territorio del vicariato apostólico de Keewatin (hoy arquidiócesis de Keewatin-Le Pas).
El 21 de diciembre de 1931 la prefectura apostólica fue elevada a vicariato apostólico con el breve Supremum officium del papa Pío XI.
El 13 de enero de 1940 se expandió como consecuencia del decreto Vicarius Apostolicus de la Congregación de Propaganda Fide, incorporando una parte del territorio del vicariato apostólico de Keewatin.
El 13 de julio de 1945 cedió una parte de su territorio para la erección de la prefectura apostólica de Labrador mediante la bula Quo Christi Regno del papa Pío XII, de la que derivó la diócesis de Labrador City-Schefferville (hoy suprimida).
El 13 de julio de 1967 el vicariato apostólico fue elevado a diócesis en virtud de la bula Adsiduo perducti del papa Pablo VI, asumiendo el nombre de diócesis de Churchill.
El 29 de enero de 1968 tomó su nombre actual en virtud del decreto Cum Excellentissimus de la Congregación para la Evangelización de los Pueblos.
El 25 de enero de 2016 la diócesis pasó de la jurisdicción de la Congregación para la Evangelización de los Pueblos a la jurisdicción de la Congregación para los Obispos.

## Estadísticas
De acuerdo al Anuario Pontificio 2020 la diócesis tenía a fines de 2019 un total de 10 863 fieles bautizados.
| Año                                                                             | Población            | Población | Población      | Sacerdotes | Sacerdotes    | Sacerdotes    | Bautizados por sacerdote | Diáconos permanentes | Religiosos | Religiosos | Parroquias |
| Año                                                                             | Bautizados católicos | Total     | % de católicos | Total      | Clero secular | Clero regular | Bautizados por sacerdote | Diáconos permanentes | Varones    | Mujeres    | Parroquias |
| ------------------------------------------------------------------------------- | -------------------- | --------- | -------------- | ---------- | ------------- | ------------- | ------------------------ | -------------------- | ---------- | ---------- | ---------- |
| 1950                                                                            | 1135                 | 7782      | 14.6           | 25         | 25            |               | 45                       |                      | 31         | 6          | 10         |
| 1966                                                                            | 2782                 | 12 456    | 22.3           | 21         |               | 21            | 132                      |                      | 28         | 14         | 14         |
| 1970                                                                            | 3440                 | 14 314    | 24.0           | 22         |               | 22            | 156                      |                      | 28         | 12         |            |
| 1976                                                                            | 4800                 | 19 200    | 25.0           | 24         | 1             | 23            | 200                      |                      | 29         | 14         | 22         |
| 1980                                                                            | 5100                 | 20 000    | 25.5           | 19         |               | 19            | 268                      |                      | 23         | 10         | 23         |
| 1990                                                                            | 4560                 | 20 840    | 21.9           | 16         | 1             | 15            | 285                      |                      | 17         | 10         | 18         |
| 1999                                                                            | 6850                 | 23 500    | 29.1           | 9          | 1             | 8             | 761                      |                      | 9          | 7          | 18         |
| 2000                                                                            | 7030                 | 24 150    | 29.1           | 7          |               | 7             | 1004                     |                      | 9          | 5          | 18         |
| 2001                                                                            | 7170                 | 24 780    | 28.9           | 6          |               | 6             | 1195                     |                      | 7          | 2          | 18         |
| 2002                                                                            | 7470                 | 26 280    | 28.4           | 7          |               | 7             | 1067                     |                      | 7          | 2          | 18         |
| 2003                                                                            | 7800                 | 27 000    | 28.9           | ?          |               | ?             | ?                        | 1                    | 1          | 2          | 17         |
| 2004                                                                            | 7950                 | 27 500    | 28.9           | 7          |               | 7             | 1135                     | 1                    | 8          | 2          | 17         |
| 2006                                                                            | 8300                 | 28 900    | 28.7           | 7          |               | 7             | 1185                     |                      | 7          | 1          | 17         |
| 2013                                                                            | 10 000               | 35 200    | 28.4           | 9          | 2             | 7             | 1111                     | 1                    | 7          | 3          | 16         |
| 2016                                                                            | 10 217               | 36 000    | 28.4           | 11         | 4             | 7             | 928                      | 1                    | 7          | 2          | 22         |
| 2019                                                                            | 10 863               | 37 900    | 28.7           | 2          |               | 2             | 5431                     | 1                    | 1          | 2          | 31         |
| Fuente: Catholic-Hierarchy, que a su vez toma los datos del Anuario Pontificio. |                      |           |                |            |               |               |                          |                      |            |            |            |

## Episcopologio
- Louis-Eugène-Arsène Turquetil, O.M.I. † (15 de julio de 1925-18 de diciembre de 1942 renunció)
- Marc Lacroix, O.M.I. † (18 de diciembre de 1942-25 de octubre de 1968 renunció[9])
- Omer Alfred Robidoux, O.M.I. † (7 de marzo de 1970-12 de noviembre de 1986 falleció)
- Reynald Rouleau, O.M.I. (15 de mayo de 1987-16 de febrero de 2013 retirado)
- Anthony Wieslaw Krótki, O.M.I., desde el 16 de febrero de 2013